# Presidentvalet i USA 1936
Presidentvalet i USA  ägde rum den 3 november 1936 i hela landet.
Valet stod mellan den sittande demokratiske presidenten Franklin D. Roosevelt och den republikanske guvernören i Kansas Alf Landon. Landon vann endast två delstater, Vermont och Maine, och förlorade till och med sin egen hemstat Kansas åt Roosevelt. 
Valet vanns av den sittande demokratiske presidenten Franklin D. Roosevelt med hela 523 elektorsröster mot Alf Landons 8. Mäter man skillnaden i elektorsröster i absoluta tal är detta fortfarande den största presidentvalssegern i USA:s historia. Roosevelt vann en förkrossande seger med 60,8 procent av rösterna mot 36,5 procent av rösterna för Landon.

## Demokraternas nominering
Anmälda kandidater
- Franklin D. Roosevelt, president i USA från New York
- Henry S. Breckinridge, advokat från New York
- Huey Long, senator från Louisiana (mördad i september 1935)

Roosevelt fick bara motstånd av Breckinridge i primärvalen. Breckinridge var en motståndare till New Deal-programmet men han besegrades med stor marginal i de första primärvalen av Roosevelt och det visade att New Deal-programmet var populärt bland demokraterna.
Demokraternas konvent
Både den sittande presidenten Franklin D. Roosevelt och den sittande vicepresidenten John Nance Garner blev valda som partiets presidentkandidat och vicepresidentkandidat.

## Republikanernas nominering
Anmälda kandidater
- Arthur H. Vandenberg, senator från Michigan
- Stephen A. Day, från Illinois
- Leo J. Chassee, från West Virginia
- Lester J. Dickinson, senator från Iowa
- Warren Green, fd guvernör från South Dakota
- William Edgar Borah, senator från Idaho
- Alf Landon, guvernör från Kansas
- Frank Knox, redaktör och tidningsägare från Illinois
- Herbert Hoover, fd president i USA från Kalifornien
- Earl Warren, distriktsåklagare från Kalifornien
- Francis Townsend, socialarbetare från Kalifornien
- Frederick Steiwer, senator från Oregon
- Theodore Roosevelt, Jr., fd generalguvernör från New York
- Charles L. McNary, minoritetsledare i senaten från Oregon
- Ogden L. Mills, fd finansminister från New York

Republikanernas nominering
- Alf Landon 984
- William Edgar Borah 19

Alf Landon valdes till republikanernas presidentkandidat och han valde Frank Knox som vicepresidentkandidat.

## Resultat
| Presidentkandidat     | Partitillhörighet | Hemdelstat | Röster     | Röster | Elektorsröster | Medkandidat       | Hemdelstat |
| Presidentkandidat     | Partitillhörighet | Hemdelstat | Antal      | Andel  | Elektorsröster | Medkandidat       | Hemdelstat |
| --------------------- | ----------------- | ---------- | ---------- | ------ | -------------- | ----------------- | ---------- |
| Franklin D. Roosevelt | Demokrat          | New York   | 27,752,648 | 60,8 % | 523            | John Nance Garner | Texas      |
| Alf Landon            | Republikan        | Kansas     | 16,681,862 | 36,5 % | 8              | Frank Knox        | Illinois   |
| Övriga                | Övriga            | Övriga     | 1,213,189  | 0,7 %  | 0              |                   |            |
| Totalt                | Totalt            | Totalt     | 45,647,699 | 100 %  | 531            |                   |            |